# Plougastel-Daoulas
Plougastel-Daoulas är en kommun i departementet Finistère i regionen Bretagne i västra Frankrike. Kommunen ligger i kantonen Daoulas som tillhör arrondissementet Brest. År 2022 hade Plougastel-Daoulas 13 431 invånare.

## Befolkningsutveckling
Antalet invånare i kommunen Plougastel-Daoulas
Referens:INSEE